# Équipe du Malawi de football à la Coupe d'Afrique des nations 2010
Cet article relate le parcours de l'équipe du Malawi lors de la Coupe d'Afrique des nations 2010 organisée en Angola du 10 janvier 2010 au 31 janvier 2010.

## Effectif
Liste des 23 donnée le 25 décembre 2009. Statistiques arrêtées le 27 décembre 2009.
| Numéro / Nom       | Numéro / Nom          | Équipe                      | Sél. (but)      | Date de naissance | J.              |                 |                 |                 |                 |
| Gardiens de but    | Gardiens de but       | Gardiens de but             | Gardiens de but | Gardiens de but   | Gardiens de but | Gardiens de but | Gardiens de but | Gardiens de but | Gardiens de but |
| ------------------ | --------------------- | --------------------------- | --------------- | ----------------- | --------------- | --------------- | --------------- | --------------- | --------------- |
| 1                  | Swadick Sanudi        | Dynamos FC                  | 42 (0)          | 21 octobre 1983   | 1               | 0               | 1               | 0               | 0               |
| 16                 | Simplex Nthala        | MTL Wanderers               | 1 (0)           | 24 octobre 1988   | 0               | 0               | 0               | 0               | 0               |
| 22                 | Charles Swini         | Super ESCOM                 | 1 (0)           | 28 février 1985   | 0               | 0               | 0               | 0               | 0               |
| Défenseurs         |                       |                             |                 |                   |                 |                 |                 |                 |                 |
| 7                  | Peter Mponda          | Black Leopards              | 60 (0)          | 4 septembre 1981  | 3               | 0               | 1               | 0               | 0               |
| 5                  | James Sangala         | Primeiro de Agosto          | 22 (0)          | 20 août 1986      | 3               | 0               | 0               | 0               | 0               |
| 6                  | Allan Kamanga         | Dynamos FC                  | 29 (0)          | 29 décembre 1981  | 0               | 0               | 0               | 0               | 0               |
| 21                 | Maupo Msowoya         | Super ESCOM                 | 32 (0)          | 14 mai 1982       | 0               | 0               | 0               | 0               | 0               |
| 3                  | Moses Chavula         | Nathi Lions                 | 30 (4)          | 8 août 1985       | 3               | 0               | 1               | 0               | 0               |
| 23                 | Harry Nyirenda        | MTL Wanderers               | 2 (0)           | 25 août 1990      | 0               | 0               | 0               | 0               | 0               |
| 12                 | Elvis Kafoteka        | Super ESCOM                 | 19 (1)          | 17 janvier 1978   | 3               | 1               | 0               | 0               | 0               |
| Milieux de terrain |                       |                             |                 |                   |                 |                 |                 |                 |                 |
| 19                 | Davie Banda           | Red Lions                   | 16 (0)          | 23 décembre 1983  | 3               | 1               | 2               | 0               | 0               |
| 13                 | Hellings Mwakasungula | Santos Cape Town            | 20 (1)          | 5 mai 1980        | 3               | 0               | 0               | 0               | 0               |
| 10                 | Joseph Kamwendo       | Orlando Pirates             | 35 (1)          | 23 octobre 1986   | 3               | 0               | 0               | 0               | 0               |
| 18                 | Peter Wadabwa         | Super ESCOM                 | 12 (2)          | 14 septembre 1983 | 3               | 0               | 0               | 0               | 0               |
| 15                 | Robert Ng’ambi        | Black Leopards              | 27 (2)          | 11 septembre 1986 | 3               | 0               | 0               | 0               | 0               |
| 8                  | Jacob Ngwira          | Super ESCOM                 | 11 (1)          | 7 septembre 1985  | 0               | 0               | 0               | 0               | 0               |
| 2                  | Peter Mgangira        | Jomo Cosmos Football Club   | 22 (1)          | 6 octobre 1980    | 0               | 0               | 0               | 0               | 0               |
| Attaquants         |                       |                             |                 |                   |                 |                 |                 |                 |                 |
| 4                  | Chiukepo Msowoya      | APR FC                      | 19 (7)          | 23 septembre 1988 | 3               | 0               | 0               | 0               | 0               |
| 11                 | Esau Kanyenda         | FK Kamaz Naberejnye Tchelny | 39 (8)          | 27 septembre 1982 | 3               | 0               | 0               | 0               | 0               |
| 9                  | Russel Mwafulirwa     | IFK Norrköping              | 27 (6)          | 24 février 1983   | 2               | 2               | 0               | 0               | 0               |
| 20                 | Atusaye Nyondo        | Carara Kicks                | 8 (1)           | 25 juillet 1988   | 1               | 0               | 0               | 0               | 0               |
| 17                 | Jimmy Zakazaka        | Bay United F.C.             | 21 (2)          | 27 décembre 1984  | 2               | 0               | 1               | 0               | 0               |
| 14                 | Victor Nyirenda       | MTL Wanderers               | 6 (0)           | 23 août 1988      | 1               | 0               | 0               | 0               | 0               |
| Sélectionneur      |                       |                             |                 |                   |                 |                 |                 |                 |                 |
|                    | Kinnah Phiri          |                             |                 | 30 octobre 1954   |                 |                 |                 |                 |                 |

 = capitaine --  Gardien de butDéfenseurMilieu de terrainAttaquantSélectionneur

## Qualifications

### 2eTour

#### Groupe 12
| Rang | Équipe   | Pts | J | G | N | P | Bp | Bc | Diff |  | Résultats (▼ dom., ► ext.) |     |     |     |     |
| ---- | -------- | --- | - | - | - | - | -- | -- | ---- |  | -------------------------- | --- | --- | --- | --- |
| 1    | Égypte   | 15  | 6 | 5 | 0 | 1 | 13 | 2  | +11  |  | Égypte                     |     | 2-0 | 2-1 | 4-0 |
| 2    | Malawi   | 12  | 6 | 4 | 0 | 2 | 14 | 5  | +9   |  | Malawi                     | 1-0 |     | 2-1 | 8-1 |
| 3    | RD Congo | 9   | 6 | 3 | 0 | 3 | 14 | 6  | +8   |  | RD Congo                   | 0-1 | 1-0 |     | 5-1 |
| 4    | Djibouti | 0   | 6 | 0 | 0 | 6 | 2  | 30 | -28  |  | Djibouti                   | 0-4 | 0-3 | 0-6 |     |

### 3eTour

#### Groupe E
| Rang | Équipe        | Pts | J | G | N | P | Bp | Bc | Diff |  | Résultats (▼ dom., ► ext.) |     |     |     |     |
| ---- | ------------- | --- | - | - | - | - | -- | -- | ---- |  | -------------------------- | --- | --- | --- | --- |
| 1    | Côte d'Ivoire | 16  | 6 | 5 | 1 | 0 | 19 | 4  | +15  |  | Côte d'Ivoire              |     | 5-0 | 5-0 | 3-0 |
| 2    | Burkina Faso  | 12  | 6 | 4 | 0 | 2 | 10 | 11 | -1   |  | Burkina Faso               | 2-3 |     | 1-0 | 4-2 |
| 3    | Malawi        | 4   | 6 | 1 | 1 | 4 | 4  | 11 | -7   |  | Malawi                     | 1-1 | 0-1 |     | 2-1 |
| 4    | Guinée        | 3   | 6 | 1 | 0 | 5 | 7  | 14 | -7   |  | Guinée                     | 1-2 | 1-2 | 2-1 |     |

- La Côte d'Ivoire est qualifiée pour la Coupe du monde 2010 et la CAN 2010.
- Le Burkina Faso et le Malawi sont qualifiés pour la CAN 2010.

## Matchs

### 1ertour

#### Groupe A
| Rang | Équipe  | Pts | J | G | N | P | Bp | Bc | Diff |  | Résultats (▼ dom., ► ext.) |  |     |     |     |
| ---- | ------- | --- | - | - | - | - | -- | -- | ---- |  | -------------------------- |  | --- | --- | --- |
| 1    | Angola  | 5   | 3 | 1 | 2 | 0 | 6  | 4  | +2   |  | Angola                     |  | 0-0 | 4-4 | 2-0 |
| 2    | Algérie | 4   | 3 | 1 | 1 | 1 | 1  | 3  | -2   |  | Algérie                    |  |     | 1-0 | 0-3 |
| 3    | Mali    | 4   | 3 | 1 | 1 | 1 | 7  | 6  | +1   |  | Mali                       |  |     |     | 3-1 |
| 4    | Malawi  | 3   | 3 | 1 | 0 | 2 | 4  | 5  | -1   |  | Malawi                     |  |     |     |     |

| 11 janvier 2010 | Malawi                                    | 3-0 | Algérie | Estádio de Luanda, Luanda                     |                                               |
| 14:45 UTC+1     | Mwafulirwa 17e · Kafoteka 35e · Banda 48e |     |         | Spectateurs : 1 000 Arbitrage : Badara Diatta | Spectateurs : 1 000 Arbitrage : Badara Diatta |
| 14:45 UTC+1     | Rapport                                   |     |         | Spectateurs : 1 000 Arbitrage : Badara Diatta | Spectateurs : 1 000 Arbitrage : Badara Diatta |

| 14 janvier 2010 | Angola                   | 2-0 | Malawi | Estádio de Luanda, Luanda                        |                                                  |
| 19:30 UTC+1     | Flávio 48e · Manucho 54e |     |        | Spectateurs : 48 500 Arbitrage : Doue Normandiez | Spectateurs : 48 500 Arbitrage : Doue Normandiez |
| 19:30 UTC+1     | Rapport                  |     |        | Spectateurs : 48 500 Arbitrage : Doue Normandiez | Spectateurs : 48 500 Arbitrage : Doue Normandiez |

| 18 janvier 2010 | Mali                                  | 3-1 | Malawi         | Estádio Chimandela, Cabinda                              |                                                          |
| 17:00 UTC+1     | Kanouté 1re · Keita 3e · Bagayoko 85e |     | Mwafulirwa 58e | Spectateurs : 15 000 Arbitrage : Rajindraparsad Seechurn | Spectateurs : 15 000 Arbitrage : Rajindraparsad Seechurn |
| 17:00 UTC+1     | Rapport                               |     |                | Spectateurs : 15 000 Arbitrage : Rajindraparsad Seechurn | Spectateurs : 15 000 Arbitrage : Rajindraparsad Seechurn |